# NK Sloga Ljubuški
NK Sloga Ljubuški ist ein Fußballverein der Gemeinde Ljubuški in Bosnien und Herzegowina und spielt derzeit in der zweithöchsten Spielklasse des Verbandes.

## Geschichte

Vereinswappen als HNK Ljubuški (1994–2007)

Der Verein wurde im Jahr 1937 unter dem Namen Ljubuški omladinski športski klub (Jugendsportverein Ljubuški) gegründet, allerdings wurde der Spielbetrieb kurz nach Ausbruch des Zweiten Weltkriegs wieder eingestellt. 1947 wurde der Verein unter dem Namen Udarnik neu gegründet und 1952 in Sloga umbenannt. Im Jahr 1994 nahm der Verein schließlich den Namen HNK Ljubuški und ein kroatisch-national gefärbtes Vereinswappen an.
Die einzigen beiden Titelerfolge des Vereins datieren aus den Jahren 1995 und 1996, als man zwei Mal in Folge den Herceg-Bosna Pokal gewann. Im Sommer 2007 wurde nach einer regelrechten Serie von Abstiegen schließlich zum zweiten Mal in der Vereinsgeschichte der Spielbetrieb eingestellt. Im Sommer 2009 hat der Verein unter dem Namen NK Sloga Ljubuški seinen Spielbetrieb wieder aufgenommen.

## Trainer
- Ibro Rahimić
- Boris Gavran
- Zdenko Adamović